# Latrodectus quartus
Latrodectus quartus is een spin uit de familie der kogelspinnen. Ze komt alleen voor in Argentinië.
Op het achterlijf zitten een aantal kenmerkende rode vlekken: aan het begin een kleine, in het midden een wimpervormige, aan het eind een botachtige en aan de zijkanten een druppelvormige vlek. De grootte van deze vlekken loopt echter uiteen. Op de onderzijde vindt men twee langwerpige oranje vlekken.